# Скоростная дорога Пекин — Тайбэй
Скоростная дорога Пекин–Тайбэй (кит. упр. 京台高速公路, пиньинь Jīngtái Gāosù Gōnglù) — высокоскоростное шоссе, ведущее из столицы КНР Пекина в планируемый конечный пункт Тайбэй, Китайская Республика.
На данный момент построены все секции дороги на материковом Китае (так называемая скоростная дорога Цзинфу, англ. Jingfu Expressway), кроме подводного тоннеля на Тайвань (свыше 100 км) и дороги по территории острова.

## Маршрут
Пекин — Тяньцзинь — Цзинань — Тайань — Хэфэй — Фучжоу.